# Kristen Pfaff
Pour les articles homonymes, voir Pfaff.
Kristen Marie Pfaff, dite Kristen Pfaff, (26 mai 1967 – 16 juin 1994) est une musicienne américaine bassiste du groupe de rock alternatif Hole de 1993 à 1994.

## Biographie

### Jeunesse & famille
Kristen Pfaff est née à Buffalo dans l'État de New York. Ses parents, sa mère Janet Pfaff et son premier mari, divorcent quand elle est enfant. Sa mère se remarie avec Norman Pfaff, qui adopte Kristen et lui donne son nom de famille. Elle a un frère, Jason, un musicien. Pendant sa jeunesse, elle étudie le piano et le violoncelle.
Elle étudie dans le domaine des Women's studies à l'Université du Minnesota. Elle y travaille également en tant que conseillère pour les victimes de viol dans le cadre d'un programme intitulé Restore of the Sexual Violence.

### Carrière activité
Autodidacte, Kristen apprend d'elle-même à jouer de la basse.
En 1993, Kristen déménage à Seattle. Elle intègre le groupe Hole. Eric Erlandson, guitariste de Hole, déclara à propos de son arrivée dans le groupe : « C'est à son entrée que nous avons décollé, nous sommes devenus tout à coup un vrai groupe ». Kristen et Eric entament dès lors une relation. Elle se lie également d'amitié avec les membres du groupe Nirvana.

### Décès
Courant 1993, elle développe une dépendance à l'héroïne. Elle est découverte morte, victime d'une surdose d'héroïne, à son domicile le matin du 16 juin 1994, un peu plus de deux mois après la disparition de Kurt Cobain et dans la même ville de Seattle.
Son corps repose au Forest Lawn Cemetery (en) à Buffalo (New York).